# ITC Officina

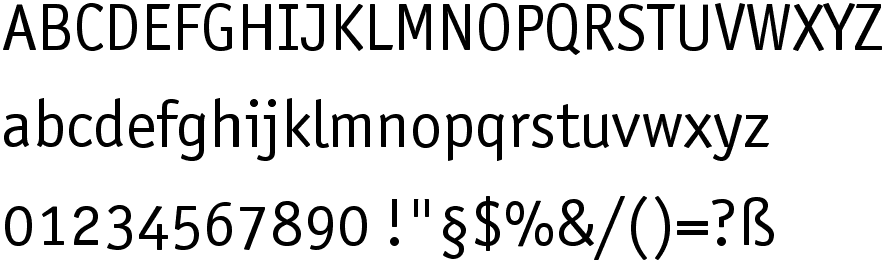
ITC Officina Sans

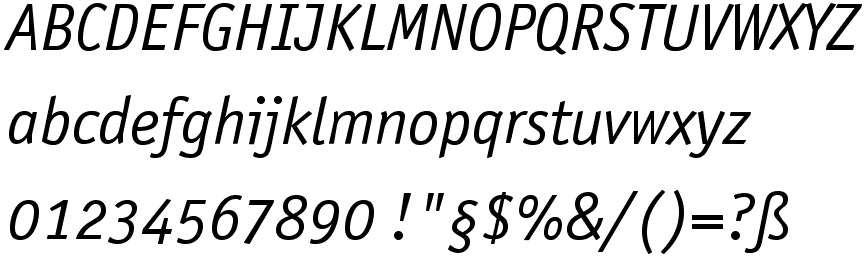
ITC Officina Sans Italic

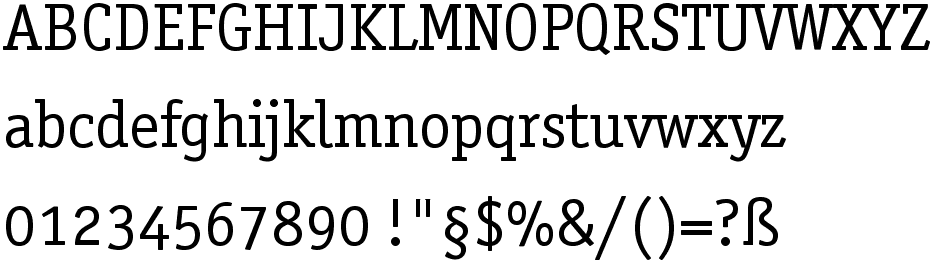
ITC Officina Serif

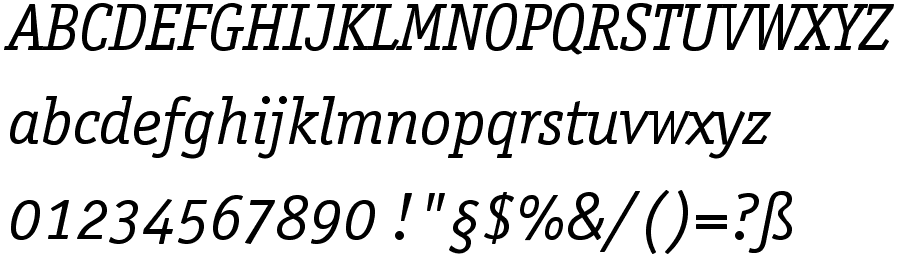
ITC Officina Serif Italic

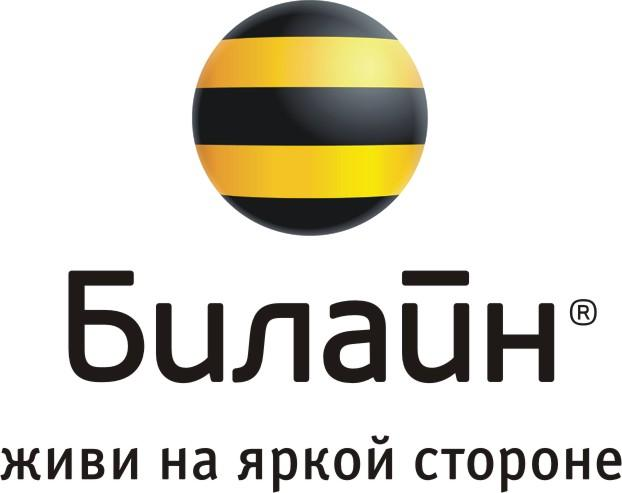
Grotesk von Beeline

Die ITC Officina ist eine 1989 von Erik Spiekermann und Just van Rossum entworfene Grotesk-Schrift. 1995 wurde die Officina-Familie aufgrund ihres kommerziellen Erfolges in Zusammenarbeit mit Ole Schäfer um drei zusätzliche Strichstärken, Kapitälchen und Mediävalziffern erweitert.
Derzeit umfasst die Officina-Familie 25 verschiedene Serif- und Grotesk-Schriftschnitte, was sie zu einer Schriftsippe macht.
Als Hausschrift wird die ITC Officina von der schottischen Eisenbahn (ScotRail), der britischen Wochenzeitung The Economist, der Messe Düsseldorf GmbH, dem Büro und Sitzmöbelhersteller Sedus, der Tirol Werbung, der Deutschen Sporthochschule Köln, des Erzbistums Köln, der Österreichischen Hochschülerinnen- und Hochschülerschaft und der Hochschule für Technik und Wirtschaft Berlin, der Hochschule für Technik, Wirtschaft und Kultur Leipzig, dem Deutschen Jugendherbergswerk, der Energie Steiermark AG sowie dem Finanzportal wallstreet:online AG eingesetzt. Die DAB Bank bedient sich einer abgewandelten Fassung der Schrift.
Im Januar 2007 wurde die ITC Officina auf Platz 8 einer FontShop-Rangliste der 100 erfolgreichsten Schriften seit Gutenberg geführt. Spiekermann selbst sieht einen Grund für die Verbreitung von Officina darin, dass sie jahrelang dem Paket mit Adobe Illustrator beilag.